# Artère lombale
Les artères lombales (ou artères lombaires) sont quatre paires d'artères abdominales issues de l'aorte abdominale.

## Origine
Les artères lombales naissent de la face postérieure de l'aorte abdominale devant les corps vertébraux de quatre premières vertèbres lombaires.
Une cinquième paire, de petite taille, est parfois présente et nait de l'artère sacrale médiane.

## Trajet
Chaque artère lombale se dirige latéralement et en arrière passant derrière le muscle grand psoas et devant le muscle carré des lombes pour atteindre l'espace entre ce dernier muscle et le muscle transverse de l'abdomen.

## Branches collatérales
Les artères lombales donnent à proximité des vertèbres un rameau dorsal et un rameau spinal qui vascularisent les muscles et la peau du dos, les vertèbres lombaires, la moelle épinière et les racines nerveuses spinales.

## Anastomoses
Les artères lombales s'anastomosent avec les artères intercostales inférieures, sous-costales, ilio-lombaires, circonflexes iliaques profondes et épigastriques inférieures.